# Рикардо Бовио
Рикардо Бовио де Соуза (порт.-браз. Ricardo Bóvio de Souza; 17 января 1982, Кампус-дус-Гойтаказис, штат Рио-де-Жанейро, Бразилия) — бразильский футболист, защитник.

## Биография
Рикардо Бовио — воспитанник клуба «Васко да Гама». Чемпион Бразилии 2000 года. Правда, скорее формально. Дебютировал за клуб в 18-летнем возрасте и играл под 42-м номером, однако появлялся на поле не часто. В 2003 перебрался в «Черноморец» из Новороссийска, за который провёл 15 матчей в Премьер-лиге и дошёл до финала Кубка Премьер-лиги. После того как «Черноморец» покинул Премьер-лигу, вернулся на родину, где играл за «Сантос». В январе 2007 перешёл в испанскую «Малага», у которой после этого остро встала проблема лимита иностранных футболистов. За «Малагу» он отыграл полсезона, в котором выходил на поле в 17 матчах и отличился 1 мячом, который он забил в выездном матче в ворота мадридского «Реала». С 2006 по 2007 он играл в аренде в греческом «Панатинаикосе». С лета 2008 года игрок клуба «Аль-Шабаб» из Эр-Рияда. В начале 2009 года вернулся в Бразилию где играет там до сих пор.